# Lovön
Lovön är en ö i Mälaren i Ekerö kommun, där Drottningholm och Drottningholms slott ligger. Lovön har en areal av 23,22 kvadratkilometer och har vägförbindelse med fastlandet via Drottningholmsbron och Nockebybron med länsväg 261. Ön är huvudområde i Lovö socken och Lovö församling.

## Kulturarv
Drottningholms slottsområde är sedan 1991 upptaget på Unescos lista över världsarv. Lovön är sedan Gustav Vasas tid en kronopark som tillhört slottet och fortfarande finns gårdar och styckningar kvar sedan den tiden.
Lovön har mycket kvar av sitt ursprungliga kulturlandskap och talrika fornlämningar från sten-, brons- och järnålder vittnar om att det har funnits mänskliga boplatser här sedan länge. Runt ön ringlar sig en arton kilometer lång vandringsled,  Lovöns fornstig. Längs stigen finns bland annat gårdarna Edeby, Lunda, Söderby, Norrby och  Rörby, ett järnåldersgravfält, ett fornlämningsområde från sten-, brons- och järnåldern, en fast runhäll från sent 1000-tal (se Upplands runinskrifter 52), Backtorp, en välbevarad torpmiljö från 1800-talet samt Hemmet, ett ståthållarboställe från 1780-talet.

### Naturreservat
År 2014 fattade länsstyrelsen beslut om att bilda ett naturreservat på Lovön med kringliggande öar i Ekerö kommun, Lovö naturreservat. Det nybildade reservatet består av de större öarna Lovön, Kärsön och Fågelön med omkringliggande mindre öar. Sammanlagt består reservatet av drygt 3 000 hektar varav cirka 2 000 hektar är land. Reservatet omfattar främst statens mark på öarna, men delar av området ägs också av Svenska kyrkan och Stockholm Vatten. I reservatet ingår inte bland annat  världsarvet Drottningholm, Lovö vattenverk och området för Försvarets radioanstalt.

## Byggnader och anläggningar

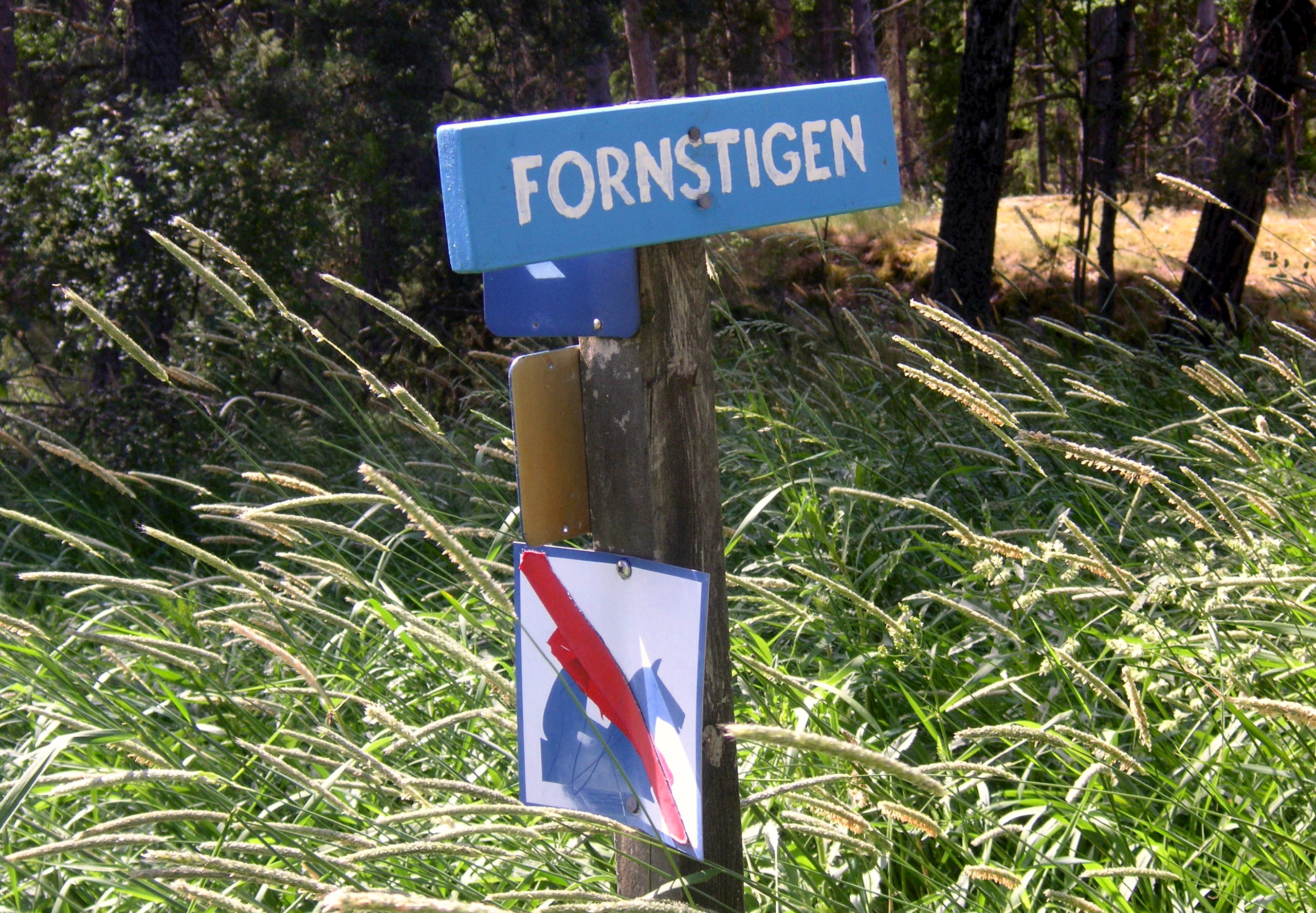
Lovöns fornstig, vägmarkering.

- Största anläggning på ön är Drottningholms slott med slottsparken, beläget på östra sidan.
- Mitt på ön finns Lovö kyrka med anor från 1100-talet.
- Lovögårdarna inbegriper tio historisk intressanta gårdar, bland dem Drottningholms kungsgård och Lovö prästgård.
- Lunda Villa var en sommarvilla som uppfördes på 1870-talet och fick 1979 lagskydd som byggnadsminne, men brann ner till grunden 2011 och avfördes då som byggnadsminne.[2]
- Sveriges lantbruksuniversitets sötvattenslaboratorium ligger vid sundet mot Brommalandet, cirka 1,5 kilometer nordväst om Drottningholms slott. Laboratoriet ansvarar för forsknings- och utvecklingsverksamhet på fisk och fiske i sjöar och vattendrag.
- På Lovön har även Försvarets radioanstalt (FRA) sin huvudanläggning med en stor antenninstallation på en åker vid Lovö kyrka.
- Väster om slottsparken har Kungliga Drottningholms golfklubb en artonhålsbana och en niohålsbana.
- Söder om golfbanan finns Lådan, en kopia av arkitekten Ralph Erskines första bostad i Sverige, som ursprungligen stod i Lissma, söder om Stockholm.
- På norra Lovön ligger udden Lambarudd med ett tiotal bostadshus. I anslutning till Lambarudd sträcker sig Lambarfjärden, varifrån Lambarudd har fått sitt namn.
- Cirka 2,5 kilometer söder om Lambarudd finns Lovö vattenverk, en funktionalistisk byggnad av arkitekten Paul Hedqvist från 1933. Vattenverket förser stora delar av Stockholmsområdet med dricksvatten.

### Lovöns milstolpar
Längs Ekerövägens och Färentunavägens sträckning över Lovön och Lindö gick en äldre färdväg och fyra milstolpar finns bevarade. Det rör sig om stenar från 1850- eller 1860-talet, uppsatta på initiativ av dåvarande landshövdingen Gustaf Fredrik Liljencrantz, vars initialer finns på stenarna.

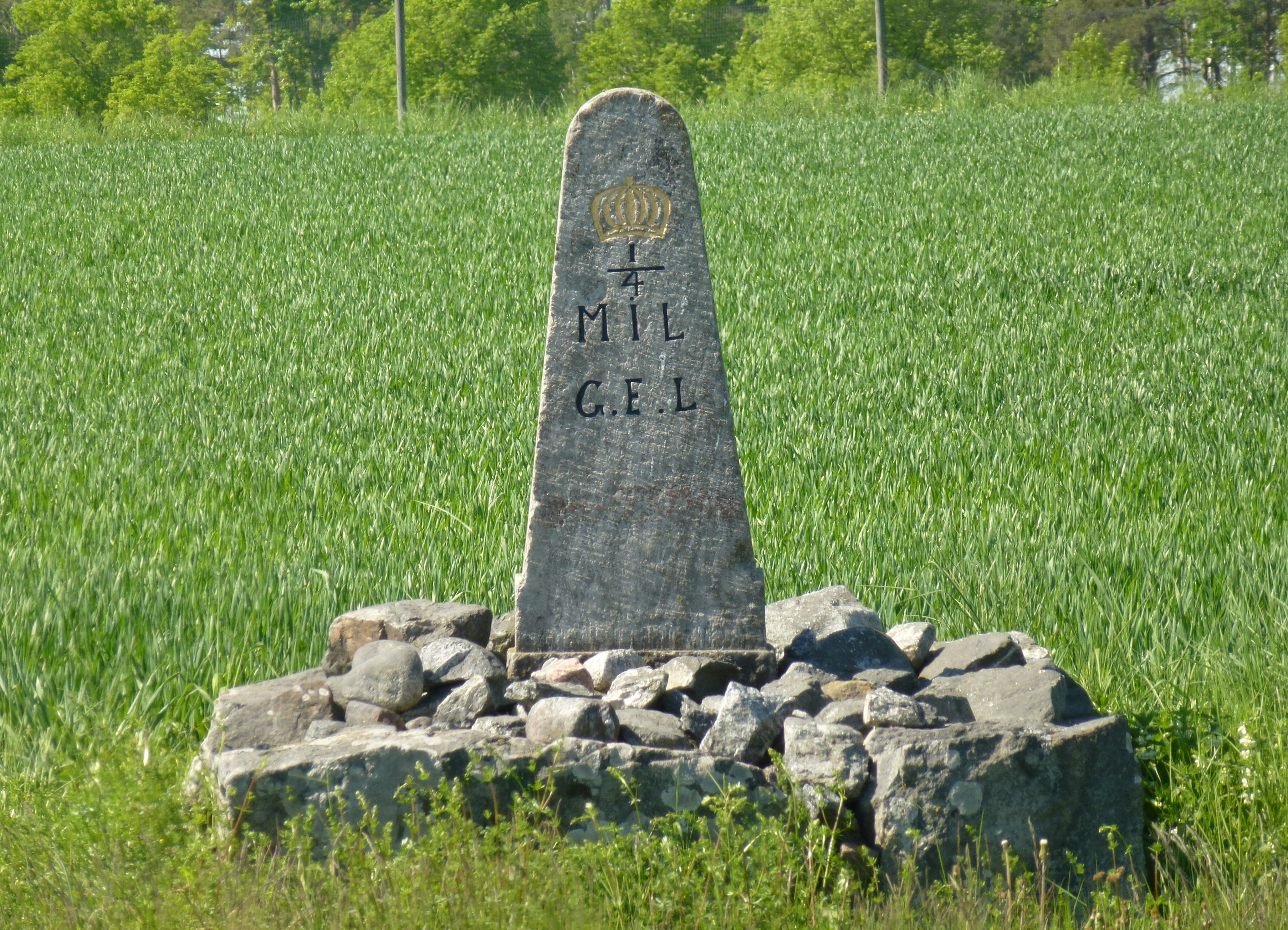
Kvartsmil i höjd med Cantongatan
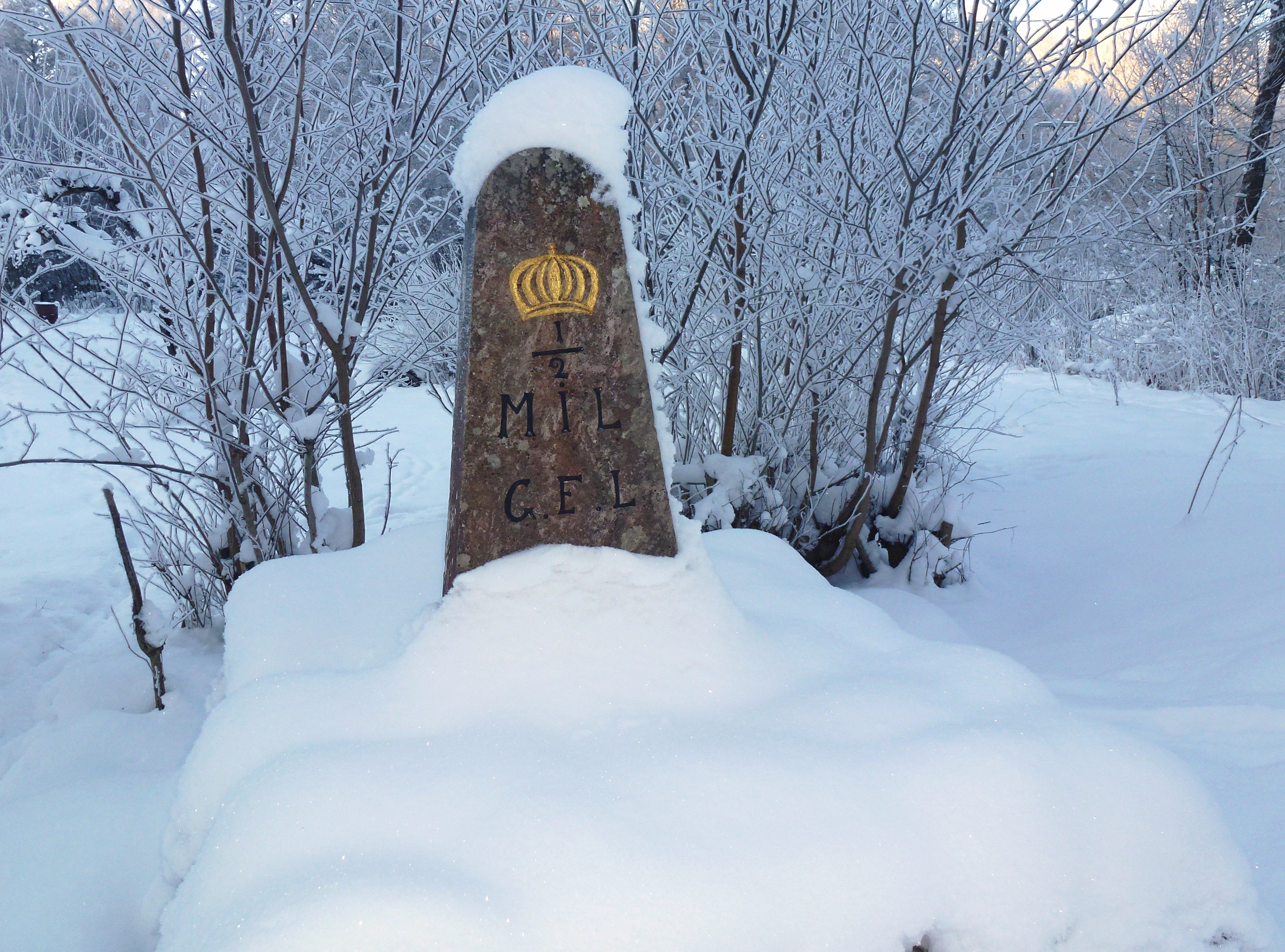
Halvmil vid Lindöbro
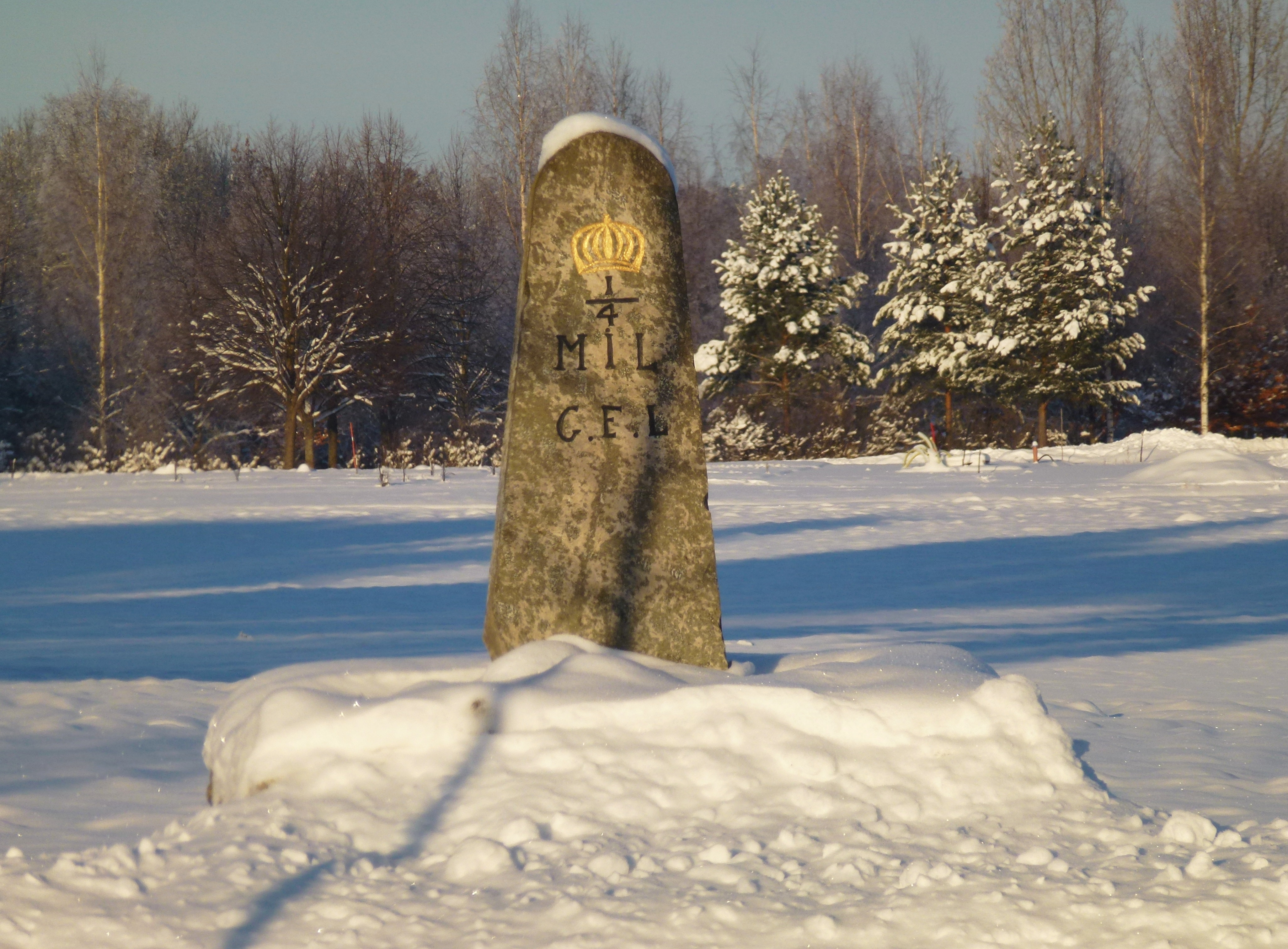
Kvartsmil i höjd med Malmvik
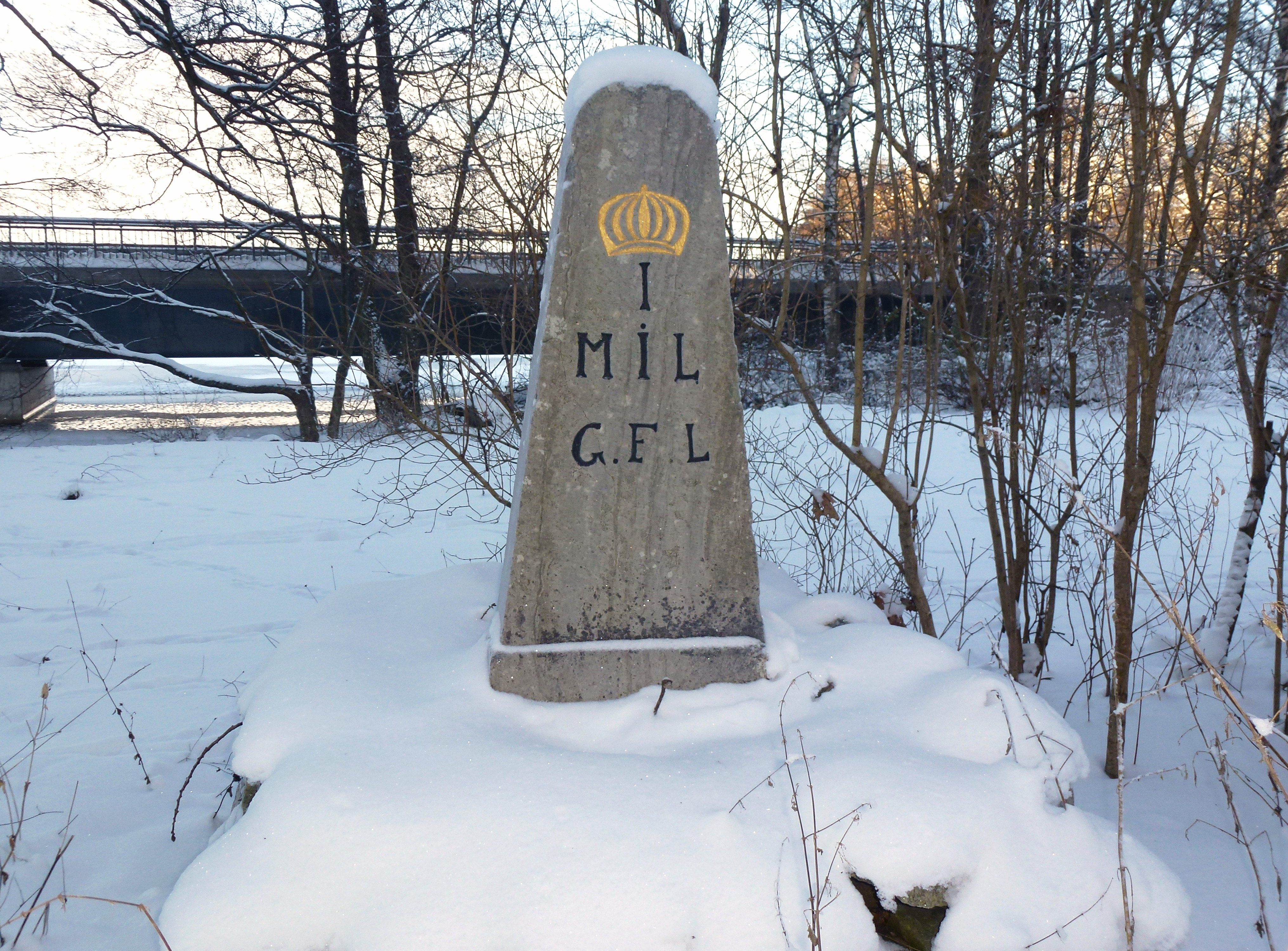
Helmil vid Lullehovsbron

## Vägprojekt
I samband med vägprojektet Förbifart Stockholm anläggs för närvarande (2018) en motorvägstunnel under Mälaren och Lovön. Motorvägstunneln är en del av motorvägsförbindelsen för E4 genom västra Stockholm. Leden kommer att gå från dagens E4/E20 i  Kungens kurva i söder till Häggvik norr om Stockholm. Största delen av vägen, drygt 17 av 21 kilometer, utgör vägtunnel. Tunneln skall gå på mellan 50 och 60 meters djup. Anläggningen beräknas stå färdig omkring år 2030. Motorvägen ansluter till väg 261, Ekerövägen, med cirkulationsplatser vid Edeby och vid Tillflykten. Under byggnadstiden anläggs två tillfälliga hamnar på ön. Den norra ligger vid Lambarfjärden och den södra vid Malmviken.

## Bilder

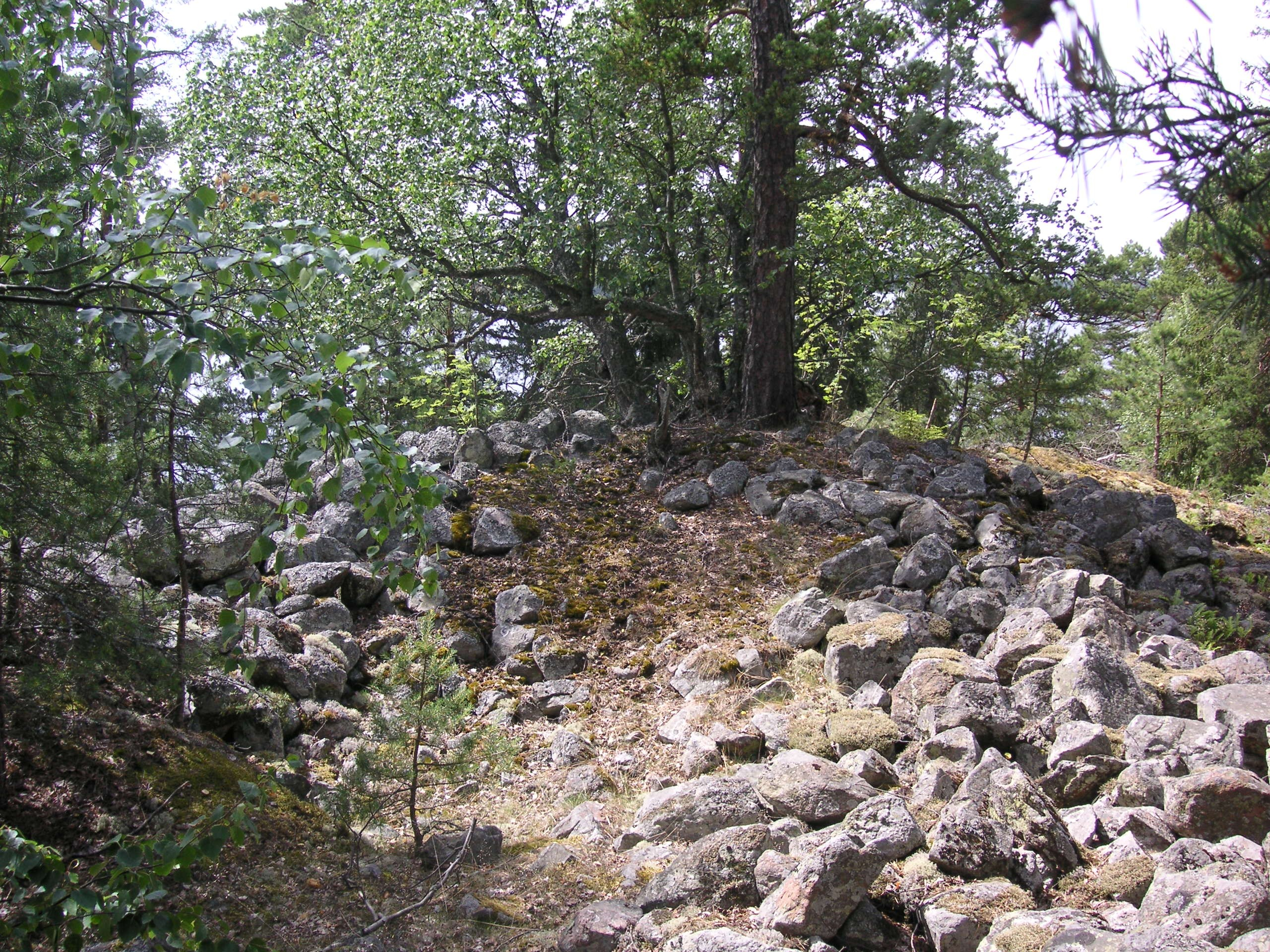
Fornborgen RAÄ-nummer Lovö 20:1
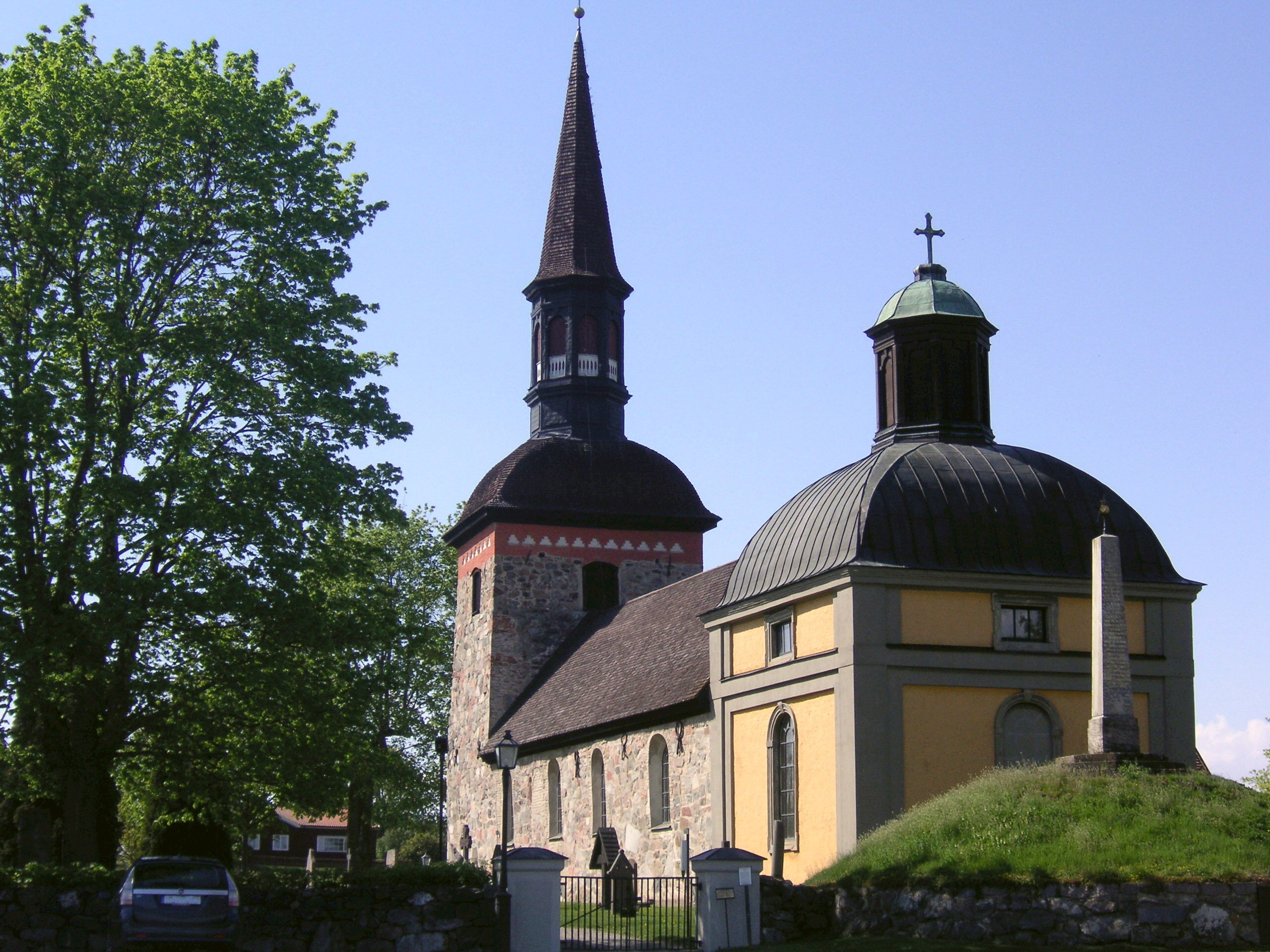
Lovö kyrka
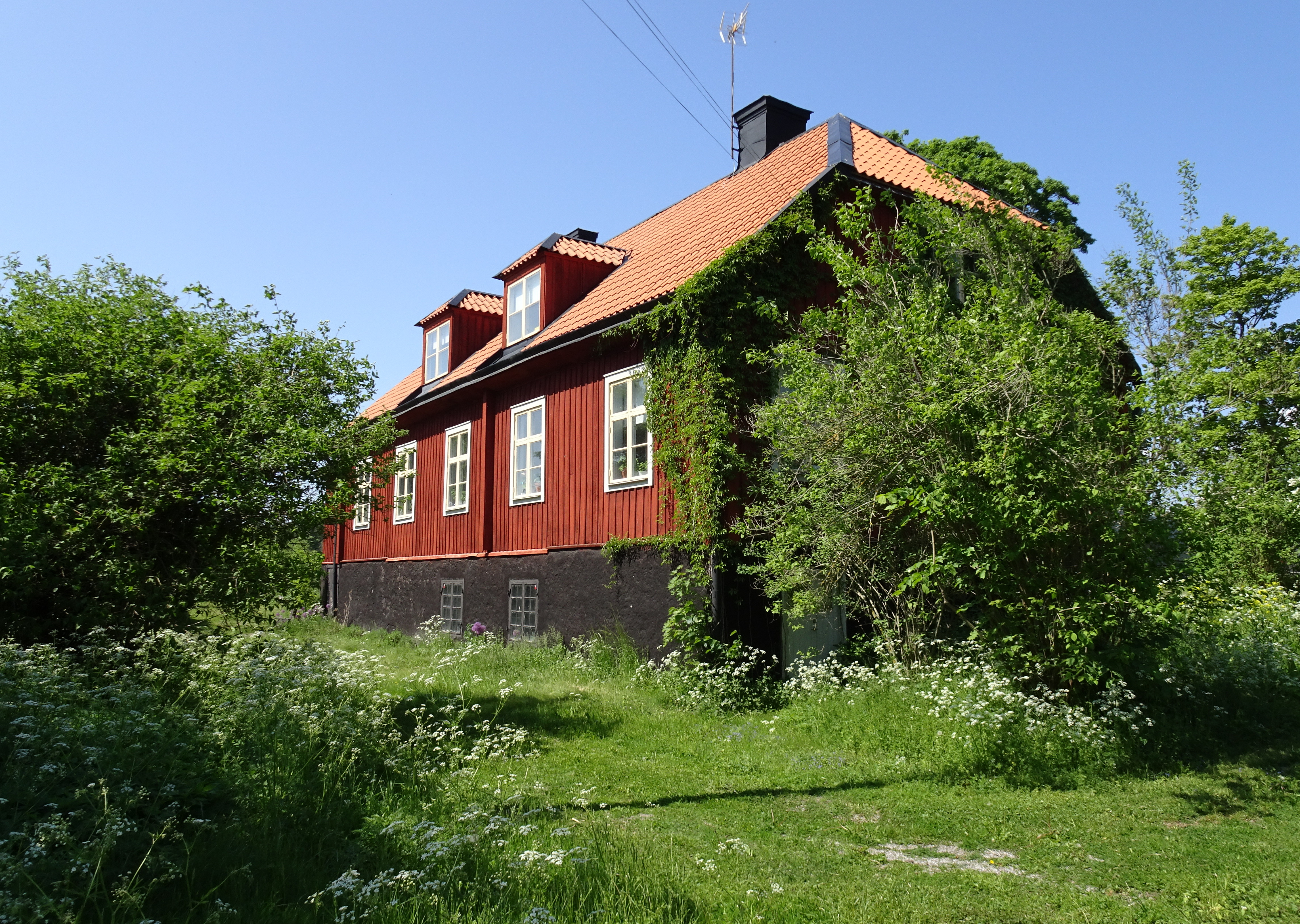
Lovö prästgård
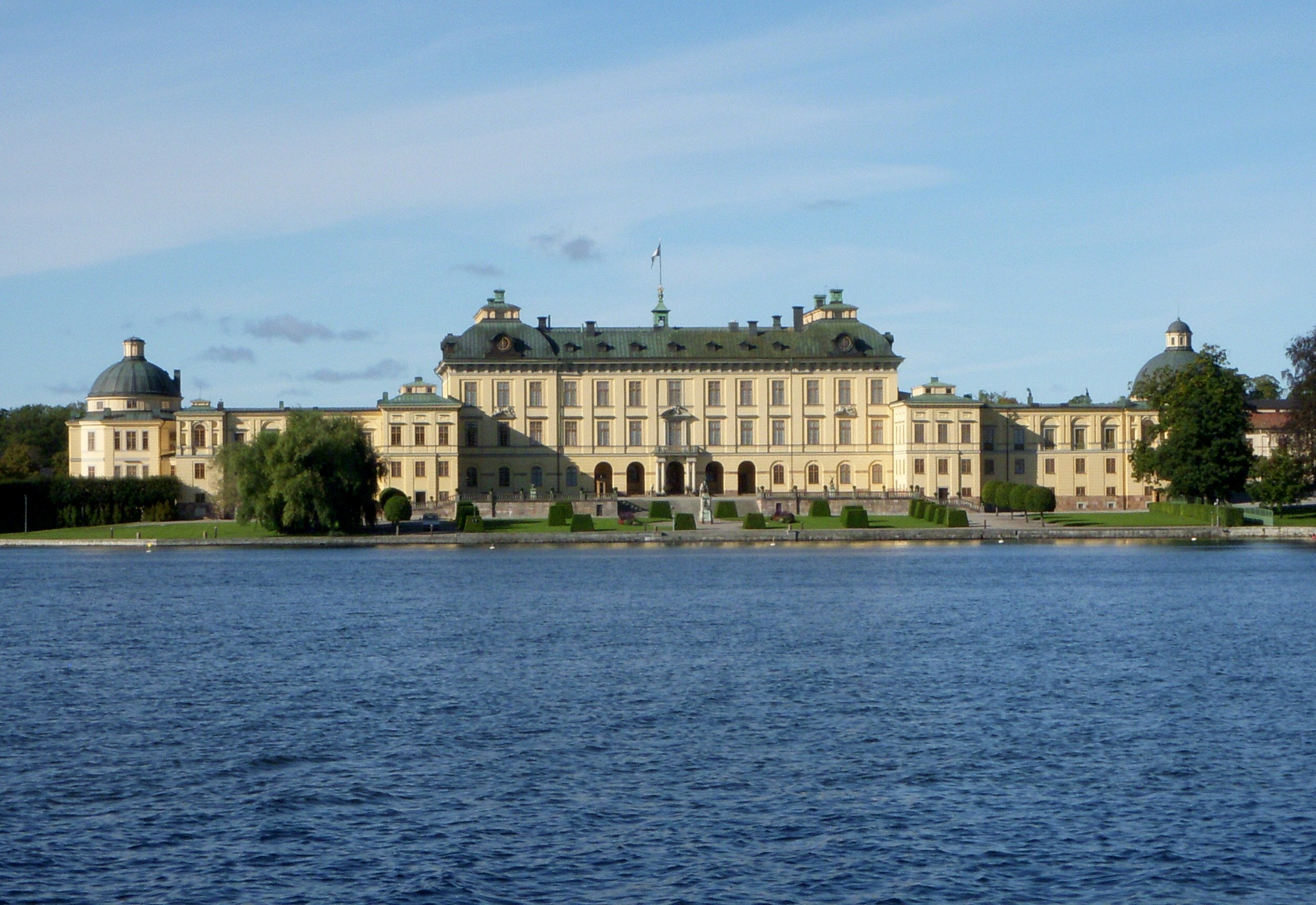
Drottningholms slott från öst
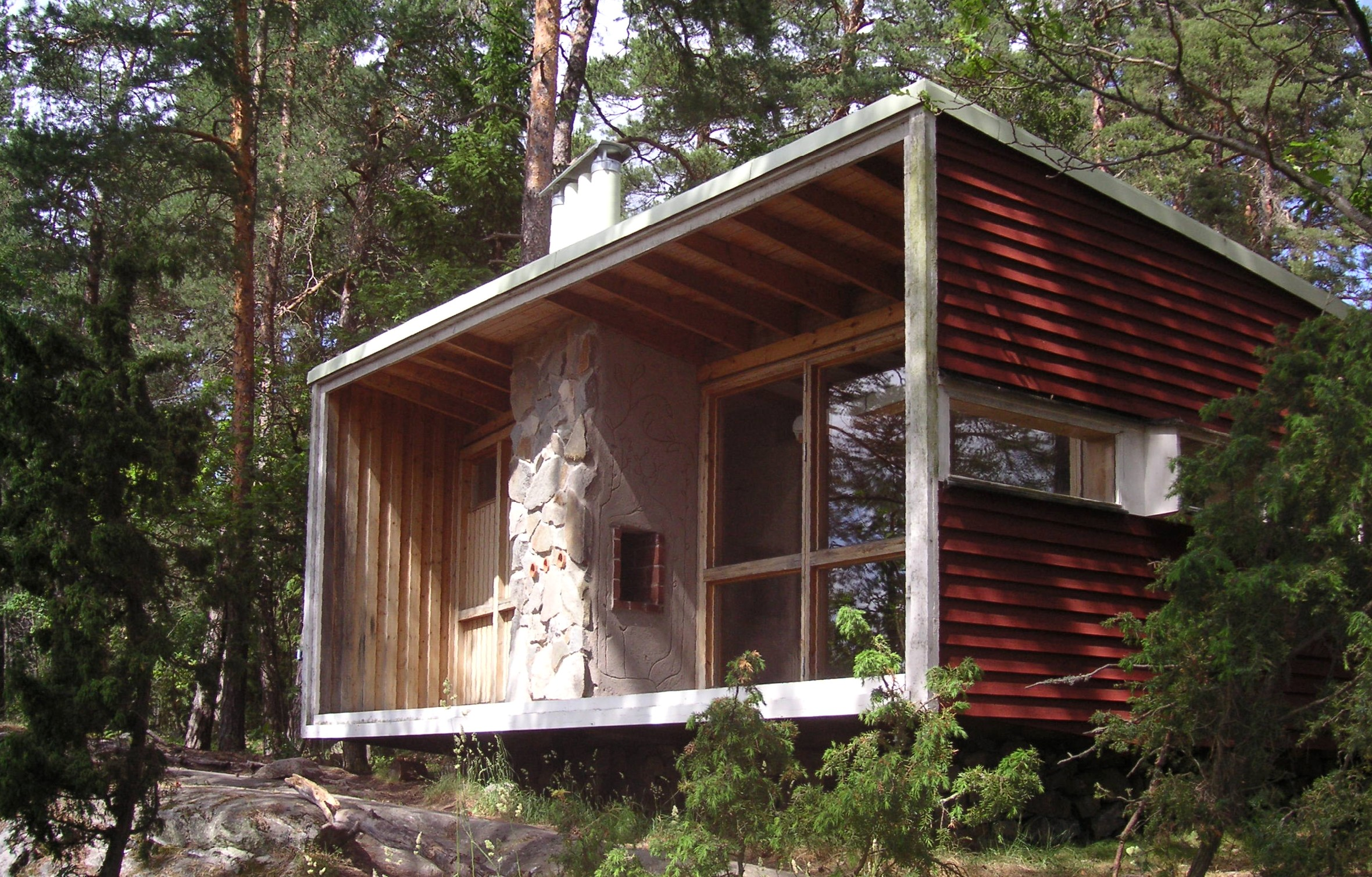
Lådan på Lovön